# Auflance

Znak obce Auflance

Auflance je francouzská obec v departementu Ardennes v oblasti Grand Est. V roce 2011 v obci žilo jen 83 obyvatelů. Přitom před 170 lety - v roce 1841 jich zde bylo 4 x více, tj. 331.

## Poloha
Zeměpisné souřadnice místa jsou 49° 37′ 11″ N, 5° 17′ 31″ E.
Obec je ohraničena na východě belgickými hranicemi a na jihovýchodě řekou Marche, přítokem řeky Chiers.
Rozloha obce je jen 6,16 km². Nadmořská výška je v rozmezí 176 - 281 m n. m.

## Sousední obce

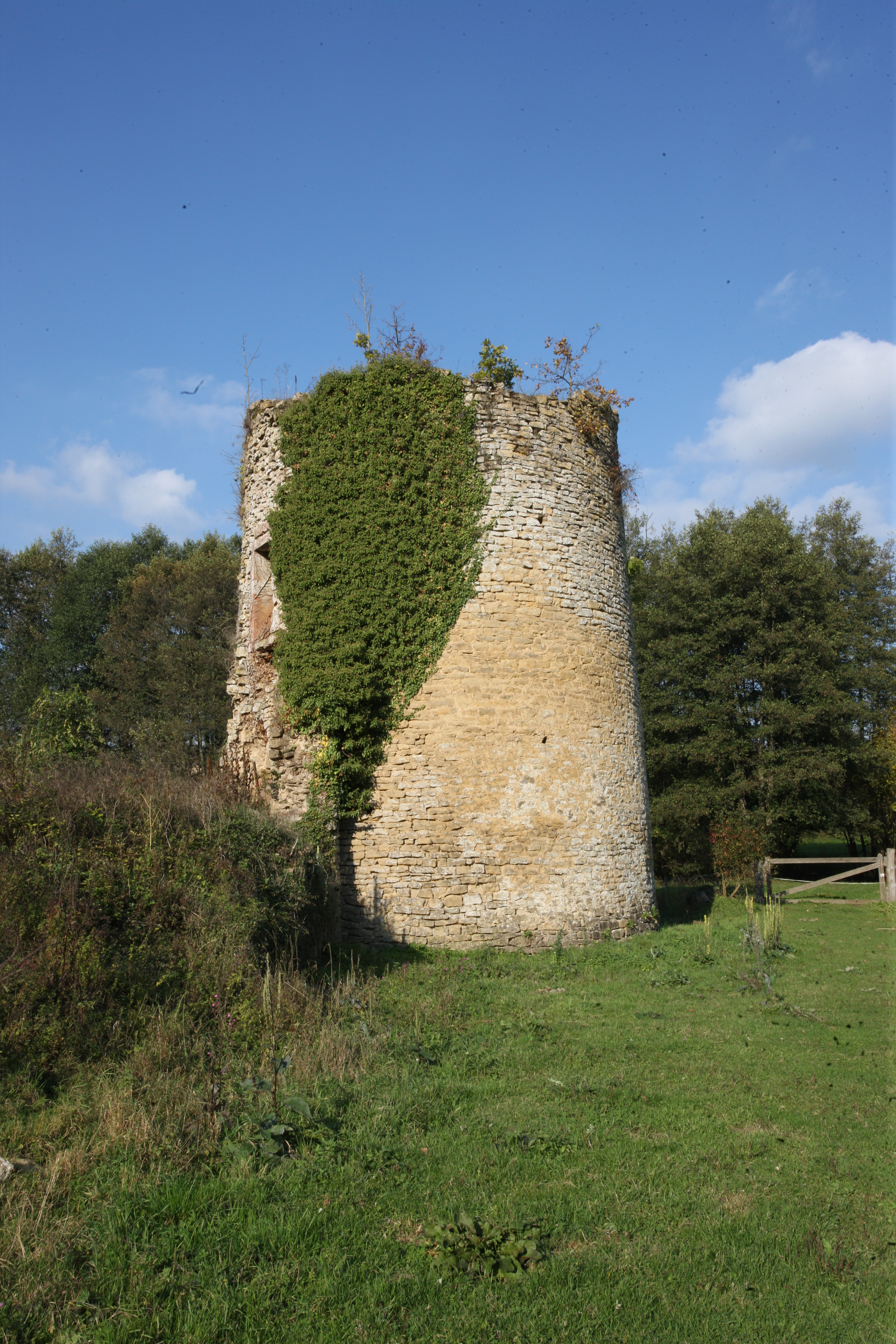
Věž bývalého hradu v Auflance

Puilly-et-Charbeaux, Linay, Fromy, Moiry, Sapogne-sur-Marche a v Belgii obec Villers-devant-Orval.

## Zajímavosti
- V sedmnáctém století se do tohoto pohraničního místa přistěhovala rodina Custine. Ta zde postavila hrad, z něhož se dodnes zachovaly kulaté věže, podzemí a pozoruhodný renesanční portál zdobený erby. Hrad Auflance je uveden jako historická památka č. 19915.
- V kostele je pohřební kaple zdobená erby rodiny Custine.
- Kaple svatého Auflance z osmnáctého století. Jeho sochy byly ukryty z obavy před uloupením.

## Významnost
Auflance je malá francouzská pohraniční vesnička, jejíž obyvatelé se věnují především zemědělství.